# Delmiro Bernal
Delmiro Bernal Contreras (ur. 24 listopada 1923 w Zamora de Hidalgo, zm. w sierpniu 2006 w Guadalajarze) – meksykański zapaśnik walczący w stylu wolnym. Olimpijczyk z Londynu 1948, gdzie odpadł w eliminacjach w kategorii 62 kg.
Srebrny medalista igrzysk Ameryki Środkowej i Karaibów w 1950 roku.
Po zakończeniu kariery zapaśniczej trener futbolu amerykańskiego.

## Letnie Igrzyska Olimpijskie 1948
| Konkurencja               | Walki                        | Walki               | Klas. końcowa |
| Konkurencja               | Pierwsza runda               | Druga runda         | Miejsce       |
| ------------------------- | ---------------------------- | ------------------- | ------------- |
| styl wolny, waga piórkowa | Ibrahim Abd al-Hamid (EGY) P | Ivar Sjölin (SWE) P | druga runda   |